# 王仲德
王懿（367年—438年7月5日），字仲德，太原祁縣人，东晋、劉宋将领。晋朝时为司马懿避讳，以字行，称为王仲德。他自稱東漢司徒王允弟王懋的七世孫，對於他出身魏晉高門太原王氏的真實性，被後世學者強烈否定，而學者章義和認為王懿家族已在晉末定居、落籍於徐州下邳，是有實力的徐州豪族。他在東晉末受劉裕提拔，也是南朝宋的將領，曾參與多場北伐戰爭。

## 生平
王懿家族在西晉末年沒有南渡，一直在北方生活。王懿年輕時就顯得沉穩謹慎，有謀略，且通曉陰陽及音律。淝水之戰後前秦崩潰，慕容垂乘機叛秦復燕，王懿就與兄長王叡共起義兵對抗，可是被其擊敗。王懿兄弟南渡黃河至滑臺（今河南滑縣），一度被當時盤據當地的丁零人翟遼留下任其將領，及後才成功逃走。
東晉太元末年，王懿兄弟遷居彭城（今江蘇徐州市）。後來，他們前去投靠出身太原王氏，於東晉任高官的王愉，但不獲王愉禮待，於是兄弟倆改投桓玄。不過，當時桓玄篡奪了東晉政權，王懿曾與輔國將軍張暢談及當時時事，就說：「朝代更迭自古即有，確實不會限於一個家族，可是今天新起為君的，恐怕不能夠成就大事。」桓玄於元興二年（403年）年末篡位，而劉裕於次年二月就起兵討伐桓玄，王叡本也參加，預備在首都建康（今江蘇南京市）起兵響應，但事件泄露，王叡被殺，王懿唯有與侄兒王方回躲起來，待劉裕攻陷建康後才出來。劉裕遂以王懿當自己的中兵參軍。
義熙五年（409年），劉裕北伐南燕，王懿亦有參戰，並擔當前鋒，前後打了二十多場大小戰事，盡皆獲勝。次年成功滅南燕，但國內盧循就乘機作亂，並逼近建康。劉裕當時雖然及時回防建康，但手下士兵都是剛剛從南燕出征回來，可作戰兵力才數千人，兵力遠遠不及聚眾達十萬的盧循軍，故當時就有建議遷都迴避，但王懿反對。劉裕最終決定堅守建康，又以王懿守越城抵抗盧循進攻。盧循進攻不果，於是退軍，留了部眾范崇民據南陵。劉裕派了王懿、劉鍾等人率眾追擊盧循，王懿擊敗范崇民，並燒毀其船艦，收編其散兵。後以功封新淦縣侯。
義熙十二年（416年），劉裕北伐後秦，進王懿為征虜將軍，加冀州刺史，率前鋒進攻。王懿親率水軍入黃河，並逼近魏佔的滑臺，魏滑臺守將尉建恐懼逃走，王懿於是乘勢入城，並聲稱：「晉國本來想以七萬匹布帛換取魏國借道，豈料魏國守將突然棄城逃走。」東晉於是收復滑臺。王懿及後會合劉裕大軍攻進潼關，王鎮惡等軍亦攻至長安，秦王姚泓被逼投降，後秦亡。王懿在戰後即轉太尉諮議參軍，又負責押送姚泓直到彭城。
劉裕篡晉稱帝後，王懿屢次升遷後任徐州刺史，加都督。至元嘉三年（426年），王懿進安北將軍。元嘉七年（430年），宋軍北伐，王懿與竺靈秀率水軍進黃河，聯同到彥之等攻魏。當時魏軍因河南兵少而暫時撤兵，於是宋軍輕易奪得滑臺、碻磝、洛陽及虎牢等城。因為這種成果，當時軍人都十分高興，只是王懿慮及魏軍只是重新集結兵力，擔心待冬天河水結冰時就會大舉南侵。十月，宋軍沿河置守，屯守東平郡，同月魏軍攻至，虎牢、洛陽皆失，到彥之想立即燒毀船艦循陸路撤軍，但王懿慮及這樣做宋軍軍心定必瓦解，建議先讓水軍進至馬耳谷口才決定。最終宋軍進濟水入歷城後才燒船棄甲奔還彭城，竺靈秀亦因到彥之等退軍而棄東平郡南走，於是魏軍大攻青兗二州。事後王懿及到彥之皆下獄免官。魏軍於次年尚在攻滑臺，王懿又受命隨檀道濟率軍救援，但礙於魏將叔孫建等阻礙，糧食耗盡亦未能援救滑臺，終令滑臺失陷，檀道濟亦退兵。
元嘉九年（431年），王懿任鎮北將軍、徐州刺史，次年又加領兗州，元嘉十三年（436年）又進鎮北大將軍。元嘉十五年（438年），王懿去世，獲賜諡號桓。

## 子女
- 王正循，王懿子，被家僮所殺。
- 王氏，嫁郭逸